# Лепилемуры
Тонкотелые лемуры, или лепилемуры, — мокроносые приматы среднего размера, составляющие семейство Lepilemuridae. Семейство включает в себя один сохранившийся до наших дней род Lepilemur и вымерший род Megaladapis. Они по ряду признаков отличаются от других лемуров и живут исключительно на Мадагаскаре. Временно это семейство было названо Megaladapidae, но предпочтение было отдано нынешнему названию.

## Физические характеристики

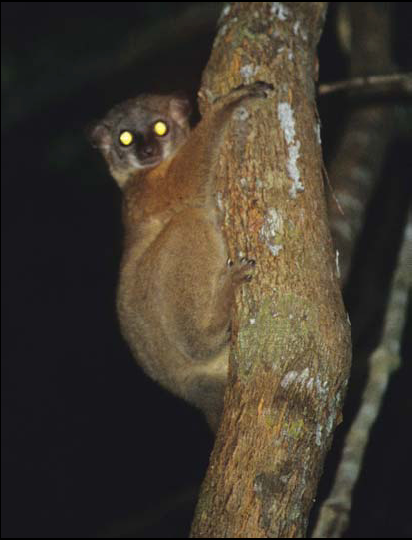
Lepilemur randrianasoli

## Питание
В основном они травоядные животные и питаются по большей части листьями.

## Классификация
- Надсемейство Lemuroidea
  - Семейство Тонкотелые лемуры[2]
    - Род Lepilemur
      - Lepilemur aeeclis*
      - Lepilemur ahmansonorum**
      - Lepilemur ankaranensis
      - Lepilemur betsileo**
      - Lepilemur dorsalis — Сероспинный лемур
      - Lepilemur edwardsi — Лемур Эдвардса
      - Lepilemur fleuretae**
      - Lepilemur grewcocki**
      - Lepilemur hollandorum*****
      - Lepilemur hubbardi**
      - Lepilemur jamesi**
      - Lepilemur leucopus — Белоногий лемур[3]
      - Lepilemur microdon — Мелкозубый лемур
      - Lepilemur milanoii**
      - Lepilemur mittermeieri
      - Lepilemur mustelinus — Ласковидный лемур
      - Lepilemur otto***
      - Lepilemur petteri**
      - Lepilemur randrianasoli*
      - Lepilemur ruficaudatus — Краснохвостый лемур
      - Lepilemur sahamalazensis*
      - Lepilemur scottorum****
      - Lepilemur seali**
      - Lepilemur septentrionalis — Северный тонкотелый лемур
      - Lepilemur tymerlachsoni**
      - Lepilemur wrighti**

* Новые виды, согласно молекулярному анализу
** Новые виды, согласно молекулярному анализу
*** Новые виды, согласно молекулярному анализу
**** Новые виды, согласно молекулярному анализу
***** Новые виды, согласно молекулярному анализу